# 1159
Évszázadok: 11. század – 12. század – 13. század
Évtizedek: 1100-as évek – 1110-es évek – 1120-as évek – 1130-as évek – 1140-es évek – 1150-es évek – 1160-as évek – 1170-es évek – 1180-as évek – 1190-es évek – 1200-as évek
Évek: 1154 – 1155 – 1156 – 1157 –  1158 – 1159 – 1160 – 1161 – 1162 – 1163 – 1164

## Események
- szeptember 7. – A bíborosok többsége III. Sándort (Orlando Bandinelli) választja pápának, a császárpárti kisebbség IV. Viktort (Ottaviano Monticelli). A két pápa között tettlegességre kerül sor, fegyveresek lépnek közbe, és Sándor elsáncolja magát a Vatikánban.[1]
- A római katolikus egyházban a bíborosok kezébe kerül a pápaválasztás kizárólagos joga.
- Az almohádok elfoglalják Tuniszt.
- II. Géza magyar király Lukács esztergomi érsek nyomására lemond az invesztitúra jogáról.[forrás?]

## Halálozások
- május 30. – II. Ulászló lengyel fejedelem (* 1105)
- szeptember 1. – IV. Adorján pápa[2]
- év vége felé – Sulzbachi Berta bizánci császárné[3]